# Trigg megye
Trigg megye az Amerikai Egyesült Államokban, azon belül Kentucky államban található. Megyeszékhelye és legnagyobb városa Cadiz. Lakosainak száma 14 061 fő (2020. április 1.). Trigg megye Marshall, Lyon, Caldwell, Christian, Calloway és Stewart megyékkel határos.

## Népesség
A megye népességének változása:
| Lakosok száma | 14 346 | 14 208 | 14 376 | 14 293 | 14 233 | 14 061 |
|               | 2010   | 2011   | 2012   | 2013   | 2015   | 2020   |